# Жизнь Арсеньева
«Жизнь Арсе́ньева» — прозаическое произведение (часто определяют как роман или поэму в прозе) Ивана Бунина в пяти частях, написанное во Франции. Бо́льшая часть произведения была завершена в 1929 году. Первые публикации отдельных глав начались в 1927 году в парижской газете «Россия». Через три года автор приступил к продолжению — заключительной части «Лика». Отдельной книгой «Жизнь Арсеньева» вышла в 1930 году (Париж, издательство «Современные записки»). Первое полное издание выпустило нью-йоркское издательство имени Чехова (1952).
В 1933 году Бунину — первому из русских литераторов — была присуждена Нобелевская премия; это признание, по мнению писателя, было связано прежде всего с «Жизнью Арсеньева».

## История создания
К написанию Бунин приступил в Грасе летом 1927 года. Судя по дневниковым заметкам поэтессы Галины Кузнецовой, помогавшей работать над черновиком, писатель «убивался над своим „Арсеньевым“», многократно перелицовывал каждую главу, отшлифовывал каждую фразу. Уже в конце октября машинописный вариант первой части был готов, однако отправить его в печать автор долго не решался:
По складу его характера он не может работать дальше, «не отвязавшись» от предыдущего. <…> Иван Алексеевич ни о чём, кроме книги, говорить не может и ходит в сомнамбулическом состоянии.
Позже, обсуждая с Кузнецовой эпизод из первой книги, повествующей о подростковой влюблённости героя в девочку Анхен, Бунин начал рассказывать про Сашу Резвую, соседку, из-за которой он в юношеские годы не спал больше месяца. Такие разговоры-воспоминания велись на протяжении всей работы над произведением. В конце июля 1929 года в четвёртой книге была поставлена последняя точка; через полгода Бунину прислали авторские экземпляры, выпущенные издательством «Современные записки». Его редакторы Илья Фондаминский и Марк Вишняк, на протяжении двух лет поддерживавшие Бунина, готовы были издать «Жизнь Арсеньева» даже в неоконченном виде; их «восторженный отзыв» о третьей части приободрил писателя, который время от времени сомневался, можно ли «рассказать, что такое жизнь».
Работа над пятой частью — «Ликой» — опять-таки шла тяжело. Бунин по двенадцать часов подряд не вставал из-за письменного стола; полностью уйдя в воспоминания, он, по словам Кузнецовой, напоминал «отшельника, мистика, йога»:
Он так погружён сейчас в восстановление своей юности, что глаза его не видят нас и он часто отвечает на вопросы одним только механическим внешним существом.
Пятая книга была закончена в 1933 году и напечатана в двух номерах журнала «Современные записки» (№ 52, 53).

## Сюжет
Повествование ведётся от лица Алексея Арсеньева, вспоминающего о своём детстве и юности. Он родился в отцовском имении на хуторе Каменка, расположенном в средней полосе России; самые ранние жизненные впечатления мальчика связаны с бескрайними снежными полями — зимой и запахом трав — летом. У Алексея есть старшие братья, уже вырвавшиеся из родительского гнезда, и две сестры — Надя и Оля; в доме живёт нянька; время от времени семья выезжает в гости к бабушке в усадьбу Батурино.
Мальчик подрастает, и в имении появляется учитель по фамилии Баскаков. Ему надлежит подготовить Алексея к поступлению в гимназию, однако особого усердия наставник не проявляет: научив ребёнка читать и писать, Баскаков считает свою миссию выполненной. Вместо подготовительной программы он рассказывает Алексею истории из своей жизни, читает вслух книги про Робинзона и Дон Кихота.
В гимназию Алексей поступает легко; зато отъезд из имения в город и проживание в чужой семье даются ему с трудом. Мальчик часами бродит по улицам, вечера проводит с книгами, начинает писать стихи. Настоящим потрясением для него становится известие об аресте брата Георгия, примкнувшего к народовольцам. Георгия высылают на трёхлетнее жительство в Батурино, куда к тому времени перебралась вся семья Арсеньевых; вскоре, бросив гимназию, туда же приезжает и Алексей.
Юноше исполняется пятнадцать, когда его стихи начинают печатать; реакция на первую публикацию в толстом петербургском журнале сродни удару молнии. Затем начинается тот отрезок жизни, который Алексей обозначает для себя как годы скитаний и бездомности. Он покидает родные места и отправляется странствовать: живёт в Харькове, ночует на почтовой станции в Крыму, наведывается в Киев и Курск. В Орле юноша застревает надолго: зайдя в редакцию местной газеты «Голос», он не только получает предложение о сотрудничестве вкупе с авансом, но и встречает Лику.
Лика увлекается театром, немного музицирует; её отец предупреждает Арсеньева, что настроения дочери часто меняются. Тем не менее их первая орловская зима проходит безмятежно. Потом случается разлука, которую Алексей переживает крайне тяжело. Его снова тянет путешествовать: Смоленск, Витебск, Петербург. На Финляндском вокзале Арсеньев отправляет Лике телеграмму, сообщая о своём возвращении; она встречает его на перроне.
Вскоре влюблённые уезжают вдвоём в небольшой малорусский город. Алексей устраивается на службу, часто отлучается в командировки, встречается с интересными людьми. Он нуждается в Ликиной любви, но в то же время стремится оставаться свободным. В один из дней девушка, почувствовав, что Арсеньев неумолимо отдаляется, оставляет любимому прощальную записку и исчезает. В первые ночи после её отъезда Алексей находится на грани самоубийства; потом просто никуда не выходит, бросает службу. Попытки найти Лику оказываются безуспешными; её отец сообщает, что дочь запретила сообщать кому бы то ни было о своём местонахождении.
Не в силах больше терпеть сердечную муку, юноша возвращается в Батурино. Он ждёт вестей от Лики всю зиму, а весной узнаёт, что она вернулась домой с воспалением лёгких и через неделю умерла. Перед уходом она попросила, чтоб Арсеньеву как можно дольше не сообщали о её смерти.

## Автобиографические мотивы
В книге, являющейся, по определению самого Бунина, «автобиографией вымышленного лица», запечатлены многие факты и подробности из жизни автора. Исследователи установили, что Каменка, где родился и провёл младенческие годы Алексей Арсеньев, — это хутор Бутырки Елецкого уезда. Батурино напоминает имение Озерки, где жила его бабушка. Переезд юного Арсеньева в город и проживание у чужих, неласковых людей — явный отголосок воспоминаний о жизни Бунина в Ельце у мещанина Бякина и учёбе в местной гимназии. Прототипом домашнего наставника Баскакова является учитель Ромашков. Брат Георгий — это брат Юлий в жизни: он, как и его прообраз, стал народовольцем и действительно был арестован.
Несколько глав книги посвящены описанию первой полудетской влюблённости юного Алексея: его избранницей стала молоденькая девушка по имени Анхен. Её прототипом была гувернантка соседей Эмилия. Разойдясь — по сюжету — в юности, реальные герои встретились спустя десятилетия; как вспоминала Вера Николаевна Бунина-Муромцева, Эмилия, уже пополневшая, постаревшая, в 1938 году пришла на выступление писателя в Ревеле.

## Лика. Возможный прототип
Бунин утверждал, что Лика — это придуманная героиня; она создана «на основе только некоторой сути пережитого». Однако литературоведы полагают, что в историю любви Арсеньева к Лике положена подлинная житейская драма самого Бунина, который в молодости был страстно влюблён в свою «невенчанную жену» Варвару Пащенко (1869—1918). Они встретились в редакции «Орловского вестника», где девушка, только что окончившая гимназию, работала корректором. Она отличалась строптивым характером, носила пенсне, считала себя эмансипированной и всегда была окружена поклонниками. Подобно Лике, Пащенко занималась музыкой, увлекалась театром; в перечне её жизненных планов были консерватория и актёрская стезя. В письме брату Юлию (1890) Бунин писал, что «высокая девица с очень красивыми чертами» вначале показалась ему «гордою и фатоватою»; год спустя он уже не представлял жизни без неё:
Драгоценная моя, деточка моя, голубёночек! Вся душа переполнена безграничною нежностью к тебе, весь живу тобою. Варенька! как томишься в такие минуты! Можно разве написать? Нет, я хочу сейчас стать перед тобою на колени, чтобы ты сама видела всё, — чтобы даже в глазах светилась вся моя нежность и преданность тебе.
В книге отец Лики предупредил героя, что его дочь Арсеньеву не пара; в жизни доктор Пащенко наотрез отказался видеть мужем Вари 19-летнего юношу без образования и денег. Отношения порой складывались тяжело: так, в 1892 году Варвара сообщала в письме тому же Юлию, что их обоих выматывают неустроенность и постоянная нужда; «ссоры с Ваней» длятся порой больше месяца. Окончательный разрыв произошёл в Полтаве в 1894 году; Варвара оставила Бунину записку «Уезжаю, Ваня, не поминай меня лихом» и, подобно Лике, навсегда исчезла из жизни молодого человека. Её отъезд настолько сильно повлиял на Бунина, что «родные опасались за его жизнь». Вскоре девушка вышла замуж за писателя и актёра Арсения Бибикова.
Вера Николаевна Бунина-Муромцева писала впоследствии, что «Лика имеет отдалённое сходство с В. В. Пащенко»; по мнению жены писателя, в героине присутствуют «черты всех женщин, которыми Иван Алексеевич увлекался и которых любил».

## Отзывы
Выход «Жизни Арсеньева» вызвал множество откликов сначала в эмигрантской, а после перевода на ведущие европейские языки — и в зарубежной прессе. Так, Марк Алданов не только отметил «какое-то непонятное очарование», присущее произведению Бунина, но и назвал его «одной из самых светлых книг русской литературы». Критик Владимир Вейдле ещё до окончания журнальной публикации писал о «Жизни Арсеньева» как о «квинтэссенции всего бунинского творчества» и предположил, что это будет «самая исчерпывающая книга Бунина». Одним из «самых прекрасных произведений нашей литературы» счёл «Жизнь Арсеньева» Юлий Айхенвальд: «Оно, среди других своих достоинств, имеет и ту существенную и ценную особенность, что личную жизнь героя сплетает с русской, тесно их между собой единит и в конце концов перед нами — не только биография Арсеньева, но и художественное показание о России». Журналист Пётр Пильский сравнил книгу с вершиной горы, по которой «неторопливо всходил большой человек, отчётливо видевший, живший смело и спокойно».
Однако не все представители литературного сообщества приняли «Жизнь Арсеньева». Так, Дмитрий Святополк-Мирский забраковал книгу Бунина на том основании, что в ней «царит рыхлая бесформенность, усугубленная к тому же обильными метафизическими размышлениями». После выхода английского перевода «Жизни Арсеньева», выполненного Глебом Струве и Хэмишем Майлсом (The Well of Days. Transl. by Gleb Struve and Hamish Miles. L: The Hogarth Press, 1933), отрицательную оценку дали ей и некоторые англо-американские критики. Бабетта Дейч откликнулась на американское издание книги издевательской рецензией; она утверждала, что бунинское «бессвязное произведение-воспоминание (его можно назвать романом разве что из вежливости) — на самом деле, завуалированная автобиография», которая «напоминает сочинение графомана, оплакивающего старое дубовое корыто. Дымка риторики застилает живейшие описания, и вся книга окутана туманом слез — бессмысленных и необъяснимых». Эдвин Мюир обвинял Бунина в неоправданной идеализации прошлого, в «своего рода преднамеренной слепоте», которая «мешает роману быть объективным и действительно значимым».

## Художественные особенности

### Жанр
Споры о жанровой принадлежности «Жизни Арсеньева» разгорелись ещё до окончания журнальной публикации. Критики и литературоведы, в разные годы пытавшиеся найти жанровое определение «Жизни Арсеньева», были единодушны в том, что произведение Бунина трудно назвать романом в «привычном представлении». Некоторые рецензенты (Юлий Айхенвальд, Георгий Адамович, Пётр Пильский) называли книгу романом, но сам Бунин был категорически против подобного жанрового обозначения. В письме Владиславу Ходасевичу, сообщая о выходе книжного издания «Лики», он высказался весьма определённо: «Вы на днях получите (или уже получили) от моего нового издателя, Я. Н. Блоха, мою новую книжку („Лика“, от имени Гликерия) и может случиться, что Вы просмотрите её, а может быть, и отзоветесь о ней до того, как я сам пошлю её Вам (в начале апреля). Так вот, на этот случай, будьте добры не поставить мне в вину пошлое слово, которое Вы увидите на титульном листе, — „роман“: это слово оказалось на нём без моего ведома, по милости издателя (и повергло меня в такое бешенство, на которое способна только „гневливая порода поэтов“, очень часто выходящая из себя по пустякам)».
Владислав Ходасевич в отзыве на журнальный вариант «Жизни Арсеньева» пришёл к заключению, что «романом её назвать было бы очень условно, неглубоко и неточно. В ней нет того, что в романе обязательно: её внутреннее единство не основано на единстве фабулы (завязка — развитие — развязка), а лишь на единстве героя. Гораздо вернее определить „Жизнь Арсеньева“ как „вымышленную автобиографию“ или как „автобиографию вымышленного лица“». С точки зрения Кирилла Зайцева, «в „Жизни Арсеньева“ есть что-то от эпопеи». Игорь Демидов настаивал на том, что «перед читателем не роман, а поэма, в своем медленно-плавном развитии, как будто полная эпического покоя, но в глубине, в своей стихийности, доходящая временами до ощущения какого-то безликого рока, властвующего надо всем — поэма, пронизанная трагичностью древнегреческого миросозерцания с участием библейского христианства». Александр Назаров в рецензии на английский перевод «Жизни Арсеньева» называл её «автобиографией, книгой воспоминаний», которая, «как и более ранние бунинские сочинения, прежде всего являет собой превосходную поэзию, изложенную в форме трезвой реалистической прозы»; Глеб Струве определил её как «романизированную автобиографию», а Фёдор Степун счёл «своеобразным сращением философской поэмы с симфонической картиной».
Профессор МГУ Лидия Колобаева предложила своё определение: «роман потока жизни». По мнению автора книги «Бунин» Юрия Мальцева, «Жизнь Арсеньева» — это «первый русский феноменологический роман»; в основе произведений такого рода лежит не воспоминание, а «воссоздание своего восприятия жизни». Подобный повествовательный принцип существует в романах «Улисс» Джойса и «В ту сторону Свана» Пруста.
Доктор филологических наук Людмила Кайда относит «Жизнь Арсеньева» к жанру эссе — о прозе, личности писателя, любви, музыке, жизни и смерти.

### Основная тема
Одна из главных тем «Жизни Арсеньева» — тема памяти. Прошлое заново переживается в момент писания, и потому в «романе» Бунина мы находим не мёртвое «повествовательное время» традиционных романов, а живое время повествователя. Воссоздавая картины былого, Бунин использует приём поэтического преображения прошлого; его герой замечает, что близкие — родители, братья, дорогие сердцу люди — существуют на свете до тех пор, пока есть человек, помнящий их живыми: «Когда умру, им полный конец».
На свете много книг о любви. Все книги о любви. Но самых лучших, может, наберётся всего пять–шесть. Даже если только пять — среди них окажется  «Лика» Ивана Бунина, русского писателя. Проверьте.
По мнению Олега Михайлова, книга Бунина — это «путешествие души» героя-поэта, остро воспринимающего все явления, звуки, краски мира. Алексей Арсеньев обладает повышенной чуткостью к жизни; его зрение позволяет увидеть «все семь звёзд в Плеядах», а слух таков, что юноша за версту может разобрать «свист сурка в вечернем поле».
Венгерский литературовед Золтан Хайнади полагает, что в «Жизни Арсеньева» наблюдается не только взросление героя, но и становление писателя. Первые намёки на то, что Алексею уготована литературная стезя, читатель слышит от отца мальчика, спокойно реагирующего на отказ сына служить на «гражданском поприще». С возрастом юноша всё больше осознаёт, что полное растворение в любви «сковывает его творческие силы». Хайнади убеждён, что в Лике поэт Арсеньев видит не столько женщину, сколько музу, «богиню духовного творчества».

### Краски и звуки
Пейзажные описания в «Жизни Арсеньева» сродни творчеству импрессионистов; в то же время они близки и японским хокку, жанр которых требует обязательного упоминания о том или ином времени года. Сам Бунин в одном из писем пояснял, откуда в нём появилась такая точность при изображении пейзажей:
Художники научили меня этому искусству. Поэты не умеют описывать осень, потому что они не описывают красок и неба. Французы — Эредиа, Леконт де Лиль — достигли необычайного совершенства в описаниях.
Цвет настолько важен для Бунина, что с его помощью он повествует даже о самых сокровенных чувствах. Писателю всегда нравился лиловый, однако на последних страницах книги, когда Арсеньев спустя годы видит Лику во сне, она облачена в чёрно-траурные одежды; эмоциональный подъём, испытанный рассказчиком в момент появления девушки, сочетается с «символикой цвета», знаменующего собой «трагический конец любви».
Столь же важны для Бунина и звуки. Лексика рассказчика позволяет услышать любые движения мира: лёгкий плеск ключевой воды, трели пернатых, пение во время церковной службы. Говоря о музыкальных аналогиях, прозаик Николай Смирнов сравнивает «Жизнь Арсеньева» с Третьей симфонией Рахманинова; эти произведения объединяют светлые воспоминания о детстве и юности, ностальгия по усадебной, ушедшей России, «та же удручающая тяжесть дум о смерти».

### Литературные параллели
Произведение Бунина не просто входит в ряд художественных автобиографий о жизни русского мелкопоместного дворянства — он, по словам Олега Михайлова, «замыкает» цикл, начатый Сергеем Аксаковым («Семейная хроника» и «Детские годы Багрова-внука») и Львом Толстым («Детство», «Отрочество», «Юность»). При этом, как утверждает биограф Бунина Александр Бабореко, «Жизнь Арсеньева» отличается от упомянутых произведений и формой, и манерой, и авторским почерком.
Филолог Алексей Варламов убеждён, что гораздо больше художественной близости обнаруживается между «Жизнью Арсеньева» и романом Михаила Пришвина «Кащеева цепь». В детстве Пришвин и Бунин посещали одну и ту же елецкую гимназию (один учился в четвёртом классе, другой поступил в первый). Встречались ли земляки когда-либо в жизни — неизвестно; тем не менее в 1920-х годах у двух авторов, «разделенных не только расстоянием, но границей двух миров и писательских статусов», одновременно рождаются замыслы близких по тематике произведений. Герои обоих произведений — Арсеньев и Алпатов — преодолевают в поисках себя множество юношеских соблазнов; и тот, и другой терпят крах любви; каждый ищет спасение в творчестве. В 1943 году Пришвин записал в дневнике: «Вчитывался в Бунина и вдруг понял его как самого близкого мне из всех русских писателей».